# Philip Moon
Philip Moon, född 5 november 1961, är en amerikansk skådespelare.
Moon har bl.a. medverkat i den amerikanska såpoperan The Young and the Restless som karaktären Keemo Volien Abbott och i tv-serien Deadwood.

## Filmografi, i urval
- The Young and the Restless (1994-1996) ~ Keemo Volien Abbott
- The Big Lebowski (1998) ~ Woo
- Deadwood (2005) ~ Mr. Lee